# المسيحية في البنجاب الهندية

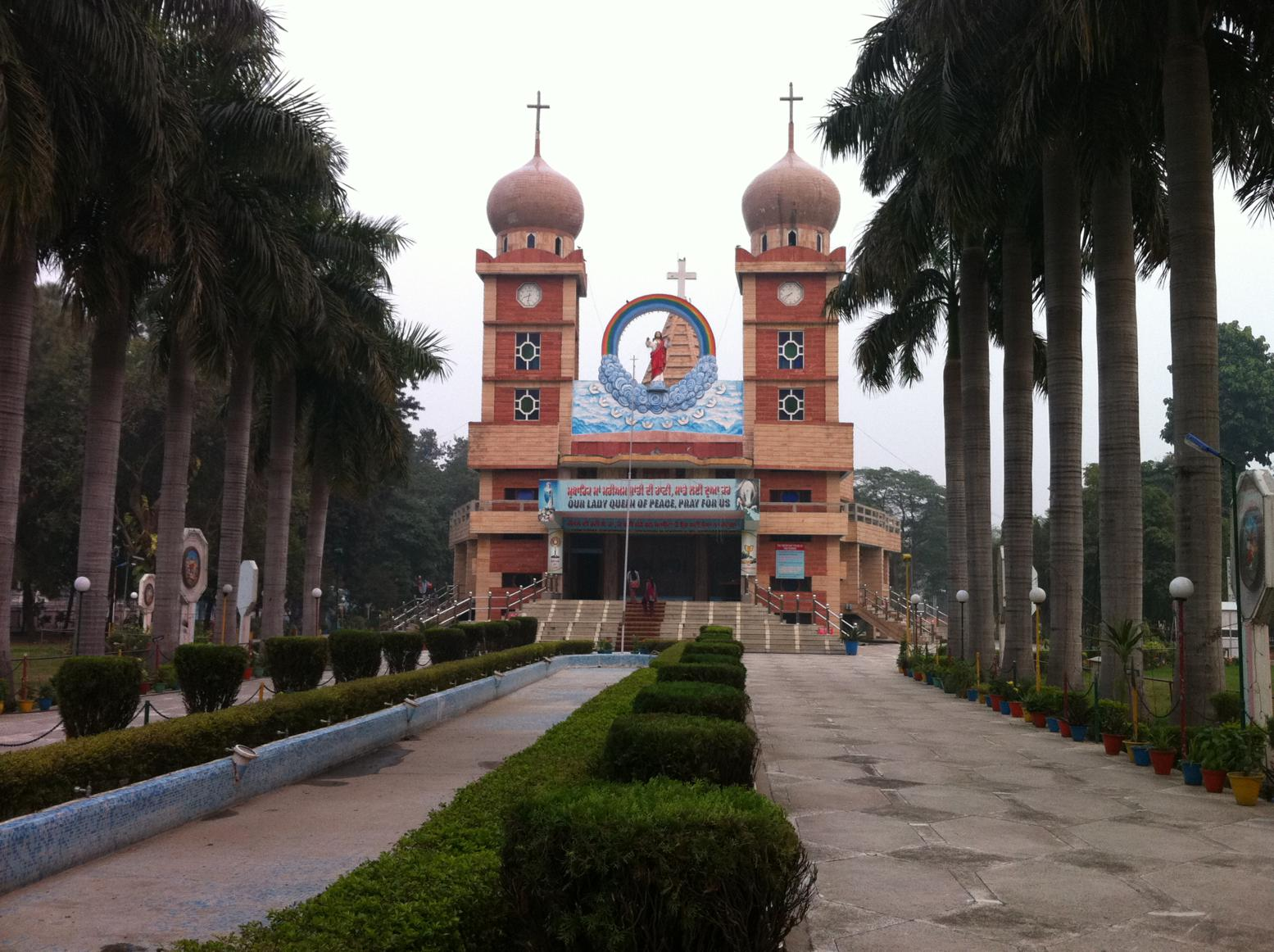
كاتدرائية القديسة مريم الكاثوليكية في جالاندهار.

وفقاً لتعداد السكان عام 2001 يشكل المسيحيون حوالي 1.2% من إجمالي السكان في البنجاب الهندية أي حوالي 335,221 	نسمة، وهي الولاية الهندية الوحيدة ذات الأغلبية السِّيخيّة. ويتوزع المسيحيين البنجابيين في الولاية بين الكنائس البروتستانتية المختلفة مثل الكنائس المتحدة الأنجليكانية في شمال الهند، والكنيسة الميثودية، والكنيسة المشيخية، والإنجيلية والخمسينية. إلى جانب حضور لأتباع الكنيسة الرومانية الكاثوليكية. وتقع أبرشية أمريتسار الأنجليكانية في البنجاب وكذلك أبرشية جالاندهار الرومانية الكاثوليكية. وهناك الآلاف من التجمعات المسيحية في الولاية.

## تاريخ

### الحقبة المبكرة
في القرن السادس عشر وصل المبشرون اليسوعيون من غوا والتي كانت مستعمرة برتغالية يقيمون إلى لاهور، وقاموا ببناء أولى الكنائس الرومانية الكاثوليكية في البنجاب، وذلك في عام 1597، بعد عامين من منحهم الإذن من قبل الإمبراطور أكبر، وقد هدمت هذه الكنيسة في وقت لاحق، ربما خلال حقبة أورانغزب.

### الراج البريطاني والعصور الحديثة
كان كل من جون لوري وويليام ريد من أوائل المبشرين الذين ذهبوا إلى المناطق الواقعة فيما يعرف الآن بالبنجاب الهندية في عام 1834. ومن عام 1881 إلى عام 1891، ازداد عدد السكان المسيحيين في البنجاب المتحدة آنذاك. وبرز المبشر البنجابي سادهو سوندار سينغ (1889-1929)، وهو من مواليد لوديانا، تحول من الديانة السِّيخيّة إلى المسيحية، وقام بالتبشير في أنحاء الهند. ينحدر الكثير من المسيحيين البنجابيين الحاليين ينحدرون من المتحولين إلى المسيحية خلال الحكم البريطاني. في البداية، كانت التحولات إلى المسيحية قادمة من «المجتمعات العليا في البنجاب، ومن العائلات المتميزة والمرموقة»، بما في ذلك العائلات الهندوسية «من الطبقة العليا»، وكذلك الأسر المسلمة التي تحولت إلى المسيحية لاحقاً. مع ذلك، يعود أصول العديد من المسيحيين البنجابيين الحاليين الأخرين إلى الشوراس. حيث تحول الشوراس إلى حد كبير إلى المسيحية في شمال الهند خلال الحكم البريطاني. كما كان الغالبية العظمى من المتحولين من مجتمعات السِّيخُ في البنجاب، وبدرجة أقل الشوراس الهندوس؛ تحت تأثير ضباط الجيش البريطاني المتحمسين والمبشرين المسيحيين. وبالتالي، منذ الاستقلال أصبح المسيحيين البنجابيين مُنقسمين بين البنجاب الباكستاني والبنجاب الهندي. ويشارك المسيحيون بشدة في التحويلات من خلال المبشرين في البنجاب، وأصبحت المنظمات السيخية تشعر بالقلق إزاء ارتفاع معدل التحويل إلى المسيحية بين عائلات السيخ من الطبقة العليا.